# Reprezentacja Irlandii na Mistrzostwach Świata w Narciarstwie Klasycznym 2009
Reprezentacja Irlandii na Mistrzostwach Świata w Narciarstwie Klasycznym 2009 liczyła 2 sportowców. Najlepszym wynikiem było 61. miejsce (Paul Griffin) w biegu mężczyzn na 50 km.

## Medale

### Złote medale
Brak

### Srebrne medale
Brak

### Brązowe medale
Brak

## Wyniki

### Biegi narciarskie mężczyzn
Sprint
- Peter-James Barron - 106. miejsce (odpadł w kwalifikacjach)

Bieg na 50 km
- Paul Griffin - 61. miejsce